# 岐阜市文化センター

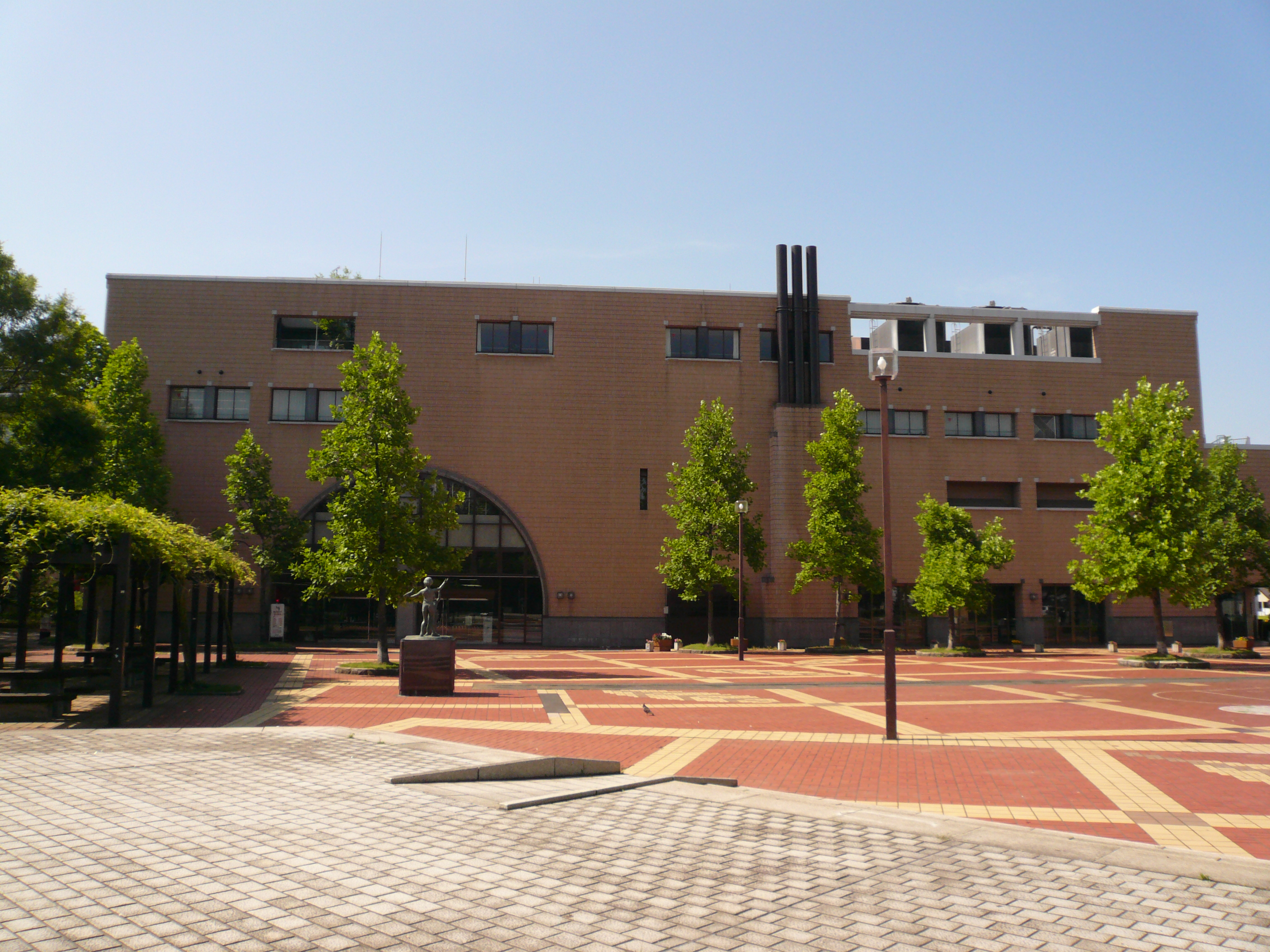
金公園より撮影

岐阜市文化センター （ぎふしぶんかセンター）は、岐阜県岐阜市にある文化普及支援施設。建築年度は1984年度（昭和59年度）である。

## 概要
芸術文化全体における普及や活動を中心に支援や自主事業も積極的に行っている。
金宝町通りに面した立地で通りのシンボル的建物である。設計は坂倉建築研究所（1981年に設計コンペが行なわれた）。
1985年に中部建築賞を受賞。

## 施設
催し広場
平場形式による多目的イベントホールのため、舞台と客席の設置形式、照明と音響の天井への設置が自由にレイアウトできる。
- 催し開催時に無線LANでインターネットへ接続が可能。
- 最大客席数：2,000人

小劇場
観劇を目的するためと言うより、創造するための参加型市民文化活動用の小ホール。客席には難聴者のための集団補聴席、車いす席、母子室等もある。
- 定員：500人

その他
- 練習室：定員50人
- 展示室：定員150人
- 音楽室：定員30人
- 音楽スタジオ：定員10人
- 録音：定員4人
- 音楽スタジオ：定員10人
- 和室（茶室付）：定員30人、32畳
- 和室（舞台付）：定員120人、85畳
- 囲碁室：40卓
- 美術工芸室（第1、第2）：定員各20人
- 会議室（第1、第2）：定員各30人
- 街並ギャラリー：建物外壁を利用したギャラリー。

駐車場
駐車スペースは限りがあり事前に許可された車の台数しか駐車出来ないため、隣接する金公園の地下駐車場等を利用する。

## アクセス
- 岐阜バス
  - 「金宝町」停留所下車、徒歩で約3分。
  - 「岐阜市文化センター金神社前」停留所下車、徒歩で約1分。
- JR東海道本線・高山本線 岐阜駅から徒歩で約7分。
- 名鉄名古屋本線・各務原線 名鉄岐阜駅から徒歩で約7分。